# Comunicació audiovisual
La comunicació audiovisual és tot aquell intercanvi de missatges entre persones a través d'un sistema tecnològic sonor o visual. La mediació tecnològica és un element indispensable en aquest tipus de comunicació.
És un llenguatge múltiple amb una gran diversitat de codis constituents, que poden ser analitzats tant per separat com en conjunt. La mediació tecnològica és un element indispensable en aquest tipus de comunicació.
Els sistemes de comunicació audiovisual tradicionals són la ràdio, el cinema i la televisió. Actualment, s'han consolidat nous sistemes de comunicació audiovisual com per exemple Internet o els videojocs, que ja comencen a estudiar-se i a denominar-se com a tals.
La interacció entre la persona que rebrà el missatge es basa, en primer lloc, en la mirada (l'observació, allò que veu). Les funcions implicades en el desenvolupament de la interpretació del missatge i les que estan darrere de la creació d'un missatge visual tenen a veure amb diverses ciències que s'encarreguen de la relació entre el desenvolupament i l'analogia; entre aquestes ciències hi podem trobar l'antropologia, la semiòtica, etc.
A l'estat espanyol existeix un Grau en Comunicació Audiovisual que forma els estudiants en els àmbits del guió, producció i realització de productes audiovisuals.

## Tipus de comunicació audiovisual
La comunicació audiovisual pot ser classificada segons el tipus de missatge del qual en fa ús. Això pot caracteritzar-la com a:
- Objectiva: transmet la informació de manera que només se li pot donar una sola interpretació. És útil per a documentar un esdeveniment, projectar situacions o comunicar idees.
- Publicitària: es caracteritza per ser fàcilment comprensible i atractiva per a un públic determinat. Pot tenir objectius comercials i la missió de propagar idees sense fins de lucre directe (propaganda).
- Artística: té l'objectiu de produir diferents sentiments i sensacions en l'espectador. Serveix per a commoure o fins i tot per a pertorbar i inquietar. La seva finalitat és també estètica.

## Influència social
La comunicació audiovisual està present en cada aspecte de la vida quotidiana. En la Societat de la Informació la imatge i el so són vehicles a través dels quals es recrea una realitat o una ficció, però tot i això, els mitjans de comunicació legitimats (ràdio, premsa i televisió, principalment), a través dels seus noticiaris han creat la sensació que tot allò que transmeten és verídic.
És cert que hi ha un anclatge entre la comunicació i la realitat. Per exemple, quan es fa una fotografia d'una muntanya se sap, pel valor icònic de la fotografia, que està representant un objecte de la natura. Tot i això, es tracta solament d'una representació i mai de la muntanya en si. Aquest mateix procés succeeix quan s'intenten incloure més codis, per exemple, en un vídeo en el qual es poden incloure diversos aspectes de la mateixa muntanya i fins i tot a persones duent a terme activitats en ella. Quan això passa, el poder de la iconicitat és reforçat perquè hi ha un major ancoratge cap a la realitat font (la muntanya capturada per la càmera).
Malgrat els referents que proporciona la comunicació audiovisual, aquesta no pot ser, tal com afirma Jean Baudrillard -parlant de la televisió-, més que una maqueta de representació de la realitat. Això indica que en veure una imatge en una fotografia, una gravació d'àudio, un reportatge de televisió, etc. hauríem de recordar que tan sols són recreacions de la realitat i no la mateixa realitat. Un mitjà tècnic de suport audiovisual no pot, per la seva mateixa naturalesa de mediador, ser la mateixa realitat.
L'experiència i a la comprensió del receptor depenen de l'ús que l'emissor pugui fer d'aquest instrument comunicatiu.
Cal destacar que, a través de l'ús dels audiovisuals en el procés d'aprenentatge, resulta motivador, sensibilitza i estimula a l'alumne a tenir més interès. Per tant, aquests mitjans avui dia també estan causant una influència dins de l'aula, la qual cosa s'explica a l'article "Medios Audiovisuales en el Aula".

## Antecedents
L'estudi de comunicació audiovisual sorgeix a partir de la invenció de la Fotografia i la imatge en moviment (Cinema). En un principi, aquestes tecnologies van permetre estudiar la realitat capturada com una visió més objectiva sense la interpretació d'un artista.
Amb el pas del temps, l'antropologia audiovisual s'ha enfocat també als estudis dels mass media (Ràdio i Televisió).
Així i tot, la comunicació audiovisual abraça un procés comunicatiu més ampli i no necessàriament tecnològic.

## Aplicacions actuals
L'avenç de la tecnologia ha permès noves formes d'expressió audiovisual com l'Internet, els Videojocs i intervencions artístiques com el Mapping. Així mateix, el desenvolupament tecnològic del cinema ha permès la projecció de pel·lícules en pantalles panoràmiques amb so envoltant i imatges en 3D.

## Grau en l'Estat Espanyol
A Espanya, les universitats públiques on es pot estudiar el Grau en Comunicació Audiovisual són les següents:
| Universitat o Centre                                    | Província  |
| ------------------------------------------------------- | ---------- |
| Universitat Pompeu Fabra                                | Barcelona  |
| Universitat Autònoma de Barcelona                       | Barcelona  |
| Universitat de Barcelona                                | Barcelona  |
| Universitat d'Extremadura                               | Badajoz    |
| Universitat de Burgos                                   | Burgos     |
| Universidade da Coruña                                  | La Corunya |
| Universitat de Santiago de Compostela                   | La Corunya |
| Universitat Jaume I                                     | Castelló   |
| Universitat de Granada                                  | Granada    |
| Universitat de Lleida                                   | Lleida     |
| Universitat Complutense de Madrid                       | Madrid     |
| Universitat Rei Joan Carles                             | Madrid     |
| Universitat Carlos III                                  | Madrid     |
| Universitat de Màlaga                                   | Màlaga     |
| Universitat de Múrcia                                   | Múrcia     |
| Universidade de Vigo                                    | Pontevedra |
| Universitat de Salamanca                                | Salamanca  |
| Universitat de Sevilla                                  | Sevilla    |
| URV                                                     | Tarragona  |
| Universitat de València                                 | València   |
| Universitat Politècnica de València                     | València   |
| Universitat del País Basc/Euskal Herriko Unibertsitatea | Biscaia    |
| Centro de Estudios Ciudad de la Luz                     | Alacant    |

## Llenguatge audiovisual
El llenguatge audiovisual és tota aquella comunicació que es transmet a través dels sentits de la vista i de l'oïda. El tema audiovisual és considerat un art en la publicitat, el periodisme, la televisió, el cinema i, ara, fins i tot a la web. El llenguatge audiovisual pot ser des d'una imatge estàtica a una dinàmica i, fins i tot, un so. Amb tot això ens comuniquem amb un receptor (aquell que escolta o observa).
Amb la integració de la imatge i el so, es munta el llenguatge audiovisual. S'entén com les maneres artificials d'organització de la imatge i el so que utilitzem per transmetre idees o sensacions ajustant-les a la capacitat de l'home per percebre-les i comprendre-les. El llenguatge audiovisual té una sèrie d'elements morfològics, de gramàtica i recursos estilístics. El llenguatge audiovisual el componen la imatge i el so mitjançant els quals transmetem idees o sensacions, ajustant-se a la capacitat de comprensió de cada persona, i no a la tecnologia que els mitjans utilitzen.
El llenguatge audiovisual té dues característiques fonamentals:
- És mixt: suma el llenguatge visual amb l'auditiu.
- Els missatges audiovisuals faciliten i donen pes a la comunicació (val més una imatge que 1.000 paraules).

En el llenguatge audiovisual, igual que el llenguatge verbal, es poden apreciar diversos aspectes com ara:
- Aspectes morfològics (elements visuals, elements sonors)
- Aspectes sintàctics (plans, angles, composició i distribució d'objectes en la imatge, profunditat de camp, distància focal, continuïtat, ritme, il·luminació, color, moviments de càmera)
- Aspectes semàntics (es tracta de recursos visuals tal que l'el·lipsi o la metàfora i recursos lingüístics com neologismes, ironies o frases fetes)
- Aspectes estètics (propietats d'harmonia, grat i bellesa)
- Aspectes didàctics (quan tracta una funció pedagògica, que faciliti la comprensió i aprenentatge dels seus continguts)

Aquests recursos faciliten la comprensió i l'assimilació dels continguts dels missatges audiovisual.